# Александра Георгиевна
Алекса́ндра Гео́ргиевна, Александра Греческая и Датская (18 [30] августа 1870, Корфу — 12 [24] сентября 1891, Ильинское, Московская губерния) — принцесса Греческая и Датская из дома Глюксбургов, после замужества — великая княгиня Российской империи. По материнской линии правнучка императора Николая I.

## Биография
Третий ребёнок и первая дочь короля Греции Георга I и его жены Ольги Константиновны. По отцу приходилась двоюродной сестрой Николаю II, а по матери правнучкой Николаю I.
4 июня 1889 года в Санкт-Петербурге Александра вышла замуж за Великого Князя Павла Александровича (1860—1919), деверя её родной тётки, российской императрицы Марии Фёдоровны, которая была сестрой Георга I. Кроме того, великий князь приходился Александре Георгиевне двоюродным дядей, будучи двоюродным братом её матери. Таким образом, супруги были прямыми потомками императора Николая I.
На брак Павла и Александры стихотворение написал Афанасий Фет, друживший и переписывавшийся с дядей Александры, великим князем Константином, известным как поэт «К. Р.»:

Кто сердце девы молодой

Впервые трепетать заставил?

Не ты ли, витязь удалой,

Красавец, царский конник, Павел?

Созданий сказочных мечту

Твоя избранница затмила,

Трех поколений красоту

Дочь королевы совместила…

Первым ребёнком Павла и Александры была великая княжна Мария (родилась в 1890 году).
Август 1891 года Александра, находившаяся на исходе восьмого месяца беременности, проводила вместе с мужем, его братом великим князем Сергеем Александровичем и женой последнего Елизаветой Фёдоровной в подмосковной усадьбе Ильинское. По распространенному мемуарному свидетельству камердинера А. А. Волкова, с великой княгиней произошёл несчастный случай, когда она прыгнула с берега в лодку, однако оно не подтверждается другими свидетельствами. Роды были отягчены эклампсией, ребёнок (великий князь Дмитрий Павлович), был извлечен с помощью искусственного стимулирования и выжил. Но спустя шесть дней роженица скончалась, не приходя в сознание. После вскрытия были обнаружены нефрит и поражение сердца.
18 сентября Александра была погребена в Петропавловском соборе в Санкт-Петербурге.

## Перезахоронение
В 1939 году по просьбе греческого правительства (в это время царствовал родной племянник Александры, король Георг II) советское правительство разрешило перенести останки великой княгини в Грецию. Гроб Александры Георгиевны был извлечён из склепа в Петропавловском соборе, на греческом судне доставлен из Ленинграда в Афины и перезахоронен на королевском кладбище во дворце Татой. Мраморное надгробие в Петропавловском соборе после этого было поставлено на прежнее место и является единственным в соборе памятником над пустой гробницей.

## Дети
- Мария (1890—1958).
- Дмитрий (1891—1942).